# 北越戦争
北越戦争（ほくえつせんそう、慶応4年5月2日〈1868年6月21日〉）は、戊辰戦争の戦闘の一つで、長岡藩（現新潟県長岡市）周辺地域で行われた一連の戦闘の総称である。
なお、同時期に進行していた会津藩をめぐる戦闘については会津戦争を参照。

## 背景
慶応4年（1868年）、薩摩藩・長州藩を中核とする明治新政府軍は京都近郊での鳥羽・伏見の戦いに勝利し、東征軍を組織して東海道・東山道・北陸道に分かれ進軍した。北陸道の新政府軍は北陸道鎮撫総督府の山縣有朋と黒田清隆を指揮官としていた。新政府軍は越後における旧幕府軍の平定と会津藩征討のため、長岡にほど近い小千谷（現・新潟県小千谷市）へ進駐した。
長岡藩は、大政奉還以後も徳川家を支持し、長岡藩主・牧野忠訓と家老上席、軍事総督・河井継之助のもと、ファブルブラント商会（C.&J.FAVRE BRANDT）、スネル兄弟などからアームストロング砲、ガトリング砲、エンフィールド銃、スナイドル銃、シャープス銃（軍用カービン）などの最新兵器を購入し、海路長岡へ帰還した。
新政府軍が会津藩征討のため長岡にほど近い小千谷（現・新潟県小千谷市）に迫ると、門閥家老・稲垣茂光(平助)、先法家・槙（真木）内蔵介以下、上士の安田鉚蔵、九里磯太夫、武作之丞、小島久馬衛門、花輪彦左衛門、毛利磯右衛門などが恭順・非戦を主張した。
こうした中で継之助は恭順派の拠点となっていた藩校・崇徳館に腹心の鬼頭六左衛門に小隊を与えて監視させ、その動きを封じ込めた。その後に抗戦・恭順を巡る藩論を抑えて新政府軍との談判へ臨み、旧幕府軍と新政府軍の調停を申し出ることとした。
会津藩は佐川官兵衛を使者として長岡藩に奥羽越藩同盟への参加を申し入れるが、河井は同盟への参加を拒んだ。

## 小千谷談判
5月2日（6月21日）、新政府軍監だった土佐藩の岩村精一郎は恭順工作を仲介した尾張藩の紹介で長岡藩の河井継之助と小千谷の慈眼寺において会談。長岡の獨立特行を岩村精一郎が認めなかった。

## 戦闘

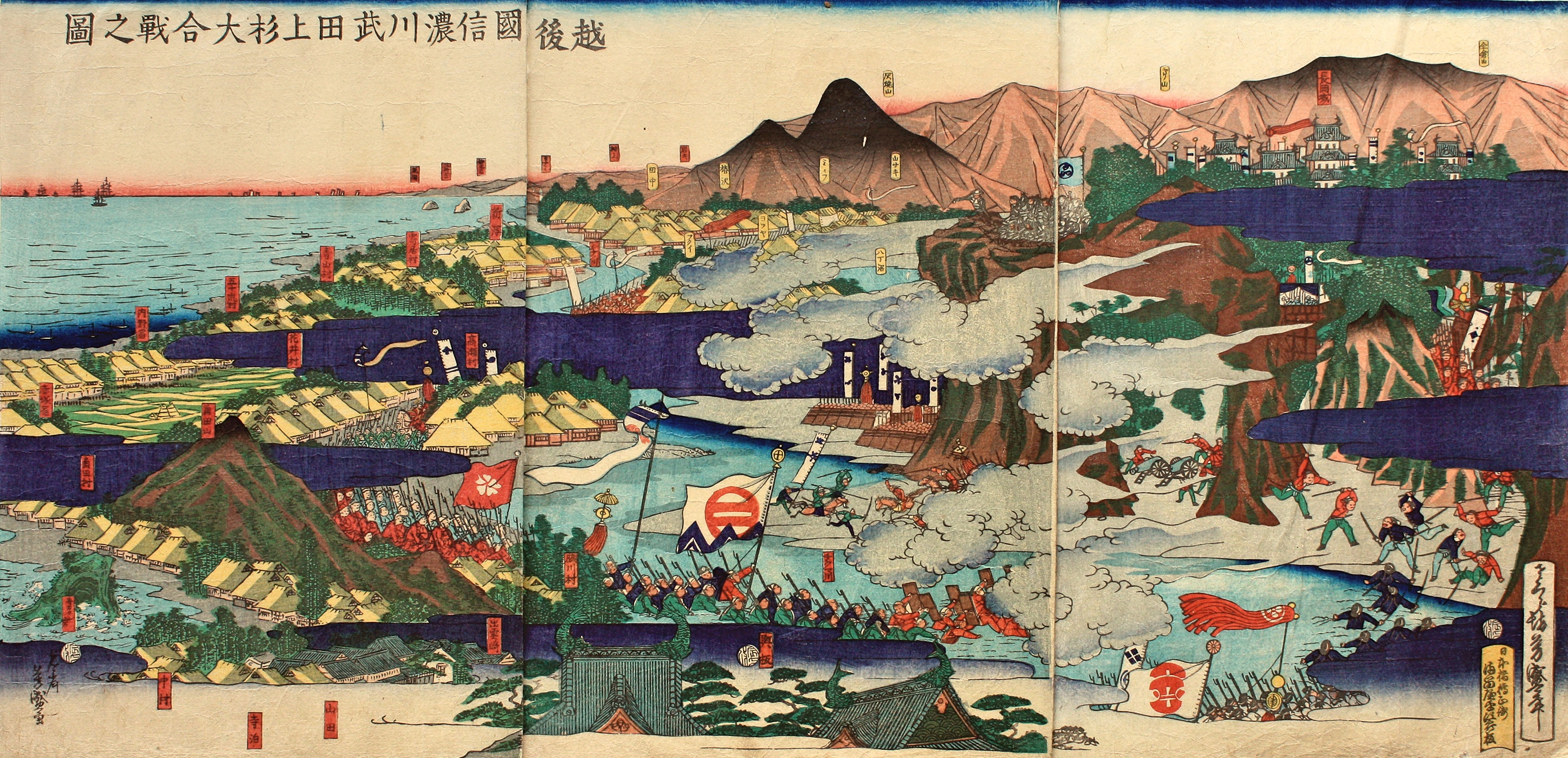
北越戦争を描いた浮世絵。画題は『越後国信濃川武田上杉大合戦之図』であるが、時の政府に配慮して北越戦争を武田と上杉の戦いに見立てて描いたもの。歌川芳盛作。

地政的には開港場である新潟町が重要な拠点であった。奥羽越列藩同盟側は新潟町に武器弾薬の調達を頼っており、また新潟を制圧することにより、庄内方面及び阿賀野川を通じ会津方面へのルートを扼することができた。そのため新政府軍にとって新潟の制圧は最重要課題であった。幕府直轄領であった新潟町には米沢藩兵・会津藩兵らの同盟軍が警備と防御のため進駐していた。
小千谷談判の決裂後、長岡藩は摂田屋（長岡市）の光福寺に本陣を置き、先に新政府軍が進駐していた榎峠（長岡市-小千谷市）を攻撃し確保した。新政府軍は奪取された榎峠を攻撃するため、朝日山（小千谷市）の確保を目指し準備を進めた。新政府軍は山県が前線を離れた留守の間に時山直八の指揮で攻撃を開始したが、朝日山山頂に陣取る立見鑑三郎率いる桑名藩兵と長岡藩兵に敗れ、時山は戦死した。その後、両軍とも攻め手を欠き、砲撃戦に終始する。
膠着した戦局を打破すべく新政府軍は5月19日に与板藩の御用商人による船の援助を受けて信濃川を渡河し、長岡城下への奇襲攻撃をかけた。当時、長岡藩をはじめとした同盟軍主力部隊は榎峠等の守備に回っており、城下はがら空きの状態だった。城はわずか半日で落城し、長岡藩兵は栃尾に退却した。しかし新政府軍に追撃する余力がなかったため、長岡藩兵は態勢を整え加茂に集結。その後今町（見附市）を奪回し、新政府軍と睨みあった。新政府軍は越後方面へ海軍も派遣し、5月24日の寺泊沖海戦で制海権を掌握した。
八丁沖の戦いの末に7月24日（9月10日）、同盟軍は長岡城を奪還し、新政府軍は敗走した。一度落城した城が奪還されるのは異例の事態であった。この事態に新政府軍は混乱状態に陥り指揮は迷走した。しかしこの戦いで長岡藩側も大きな被害を受け、河井も脚に弾丸を受け負傷した。

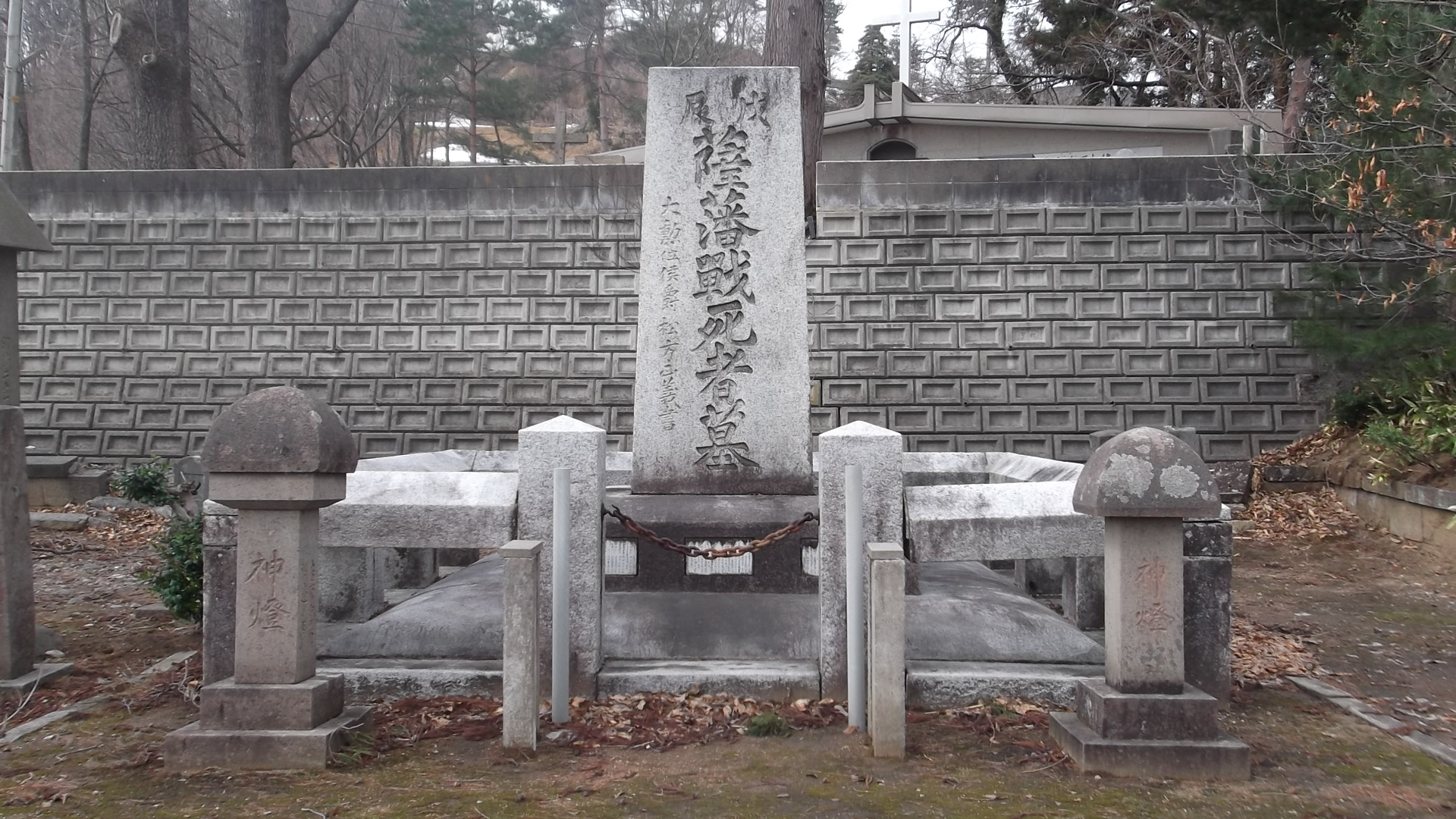
北越戦争における薩摩藩戦死者の墓（新潟県上越市金谷山）

新政府軍は、軍艦「第一丁卯」（長州藩）・「摂津丸」（広島藩運用）および輸送船「千別丸」（柳河藩）・「大鵬丸」（筑前藩）・「銀懐丸」（加賀藩）・「万年丸」（広島藩運用）から成り山田顕義を指揮官とする艦隊を投じて、7月25日（9月11日）に新発田藩領の太夫浜（現新潟市北区）へ上陸戦を開始。新発田藩は新政府軍への寝返りを決め、抵抗せず開城した。黒田清隆を指揮官とする新政府軍上陸部隊は、色部久長の指揮する米沢藩兵・会津藩兵・仙台藩兵を撃破して、7月29日（9月15日）に新潟町を制圧した。新政府軍は長岡城への再攻勢も行って同じ7月29日に再占領する。
7月28日（9月14日）三日市藩主・柳沢徳忠は新政府に恭順して三日市藩兵を新発田藩兵に合流させ、8月2日（9月17日）三根山藩主・牧野忠泰は嘆願書を提出して新政府に恭順した。8月3日（9月18日）黒川藩前藩主・柳沢光昭は新政府に嘆願書を提出したが、藩主・柳沢光邦らは8月12日（9月27日）に下関で降伏したと思われる。
同盟軍の米沢藩・庄内藩等は寝返った新発田藩を攻撃するため新たな部隊を派遣し、8月7日（9月22日）暁、野中村に放火しつつ三方向から中条の広島藩兵（半小隊）・新発田藩兵（1小隊半）を夜襲した。同盟軍はさらに敵の背後に回って中条の人家に放火したため、新発田藩兵が後退を始め、中条で孤軍奮闘した広島藩兵も半小隊長の川村常之進が戦死して三日市まで後退した。中条で新政府軍を破った同盟軍だったが、新潟町・長岡城陥落を知って、中条の町に火を放って撤収した。
同盟軍の残存部隊主力は、栃尾・八十里越を経由して会津藩領へ撤退した。河井は、会津へ落ち延びる途中で膝の傷から破傷風を併発し、8月16日（10月1日）に会津塩沢（只見町）で死去した。新政府軍は下関村を経て出羽国（米沢藩領）まで追撃し、旧暦8月中旬には越後の全域が新政府軍の支配下に入った。これ以降も新政府軍と同盟軍の戦いは東北地方で続いた（会津戦争・秋田戦争）。北越での戦闘は、戊辰戦争を通じて最大の激戦の一つであった。
人道的立場から戊辰戦争の各戦場で両軍の負傷者を救護していた英国人医師ウィリアム・ウィリスの公使館あて報告書には、長岡で新政府軍が設置した病院が襲撃されたと以下の記述が残っている。
「私は会津の徒党のでたらめな残酷物語をいろいろと耳にした。長岡で、彼らはミカド〔天皇〕側の病院にいる負傷兵や医師たちを皆殺しにした、と聞いた。会津兵が越後に退却していく途中、彼らは女たちを強姦し、家々に盗みに入り、反抗する者をみな殺害したのである。一方、会津の国では、ミカド〔天皇〕の軍隊は各地で略奪し、百姓の道具類までも盗んだという話を聞いた。これらの話の事実がどうあれ、戦闘にともなう無残な人命の犠牲が、戦場が若松に近づくにつれてはげしさの度合いを増していったことは疑いもない。」